# İsimsizler
İsimsizler è un serial televisivo drammatico turco composto da 27 puntate suddivise in due stagioni, trasmesso su Kanal D dal 27 marzo al 16 dicembre 2017, con protagonista Uğur Güneş.

## Trama
Fatih è un futuro diplomatico giovane, di successo e brillante, che mentre stava per iniziare il suo incarico presso l'ufficio di rappresentanza svizzero della Repubblica di Turchia, si è imbattuto in televisione nella notizia del martirio del governatore del distretto di Virankaya Orhan Yağız e ne è rimasto molto colpito. Fatih viene nominato volontariamente governatore distrettuale di Virankaya con il sostegno del presidente.

## Puntate
| Stagione         | Puntate | Prima TV Turchia | Prima TV Italia |
| ---------------- | ------- | ---------------- | --------------- |
| Prima stagione   | 13      | 2017             | inedita         |
| Seconda stagione | 14      | 2017             | inedita         |

## Personaggi e interpreti
- Governatore distrettuale Fatih Keskin (episodi 1-27), interpretato da Uğur Güneş.
- Poliziotto per le operazioni speciali Zio Hasan Bozkırlı (episodi 1-27), interpretato da Bülent Alkış.
- Capitano Olcay Demir (episodi 1-13), interpretato da Sedat Mert.
- Poliziotto antiterrorismo Ahmet Akıncı (episodi 1-13), interpretato da Taner Ertürkler.
- Ufficiale dell'intelligence Kürşad Yusufoğlu (episodi 1-13), interpretato da Volkan Keskin.
- Poliziotto delle operazioni speciali Murat Gürcan (episodi 1-27), interpretato da Çağkan Çulha.
- Derman Taşçı (episodi 1-27), interpretato da Musab Ekici.
- Afran "Cemal" (episodi 1-27), interpretato da Nizam Namidar.
- Handan Manasoğlu (episodi 14-27), interpretata da Hande Soral.
- Tufan Aslan Kalender (episodi 14-27), interpretato da Mert Öcal.
- Korkut (episodi 14-27), interpretato da Yiğit Pakmen.
- Kor Yakup (episodi 14-25), interpretato da Atsız Karaduman.
- Yadigar (episodi 14-27), interpretato da Kayra Şenocak.
- Kudret Yıldırım (episodi 14-27), interpretato da Kürşat Alnıaçık.
- Hatem (episodi 14-27), interpretato da Berkan Şal.
- Muzaffer "Kurmay" Arslan (episodi 14-19), interpretato da Osman Wöber.
- Damla (episodi 14-27), interpretata da Destina Başer.
- Mesut "Kuşçu" Güvenir (episodi 14-19), interpretato da Necip Naşit Özcan.
- Dottoressa Elif Toprak (episodi 1-9), interpretata da Algı Eke.
- Seher (episodi 3-13), interpretata da Sera Kutlubey.
- Başkan (episodi 1-13), interpretato da Ahmet Dizdaroğlu.
- Sinan (episodi 1-14), interpretato da Gürkan Güzeyhuz.
- Heja (episodi 1-13), interpretata da Merve Akkaya.
- Procuratore Zeki Öztan (episodi 4-13), interpretato da Ragıp Savaş.
- Fuat Tüfekçi (episodi 1-13), interpretato da İlkay Akdağlı.
- Sawer (episodi 1-10), interpretato da Haydar Köyel.
- Berfin (episodi 1-13), interpretata da Emel Dede.
- Bozan (episodi 1-13), interpretato da Aytek Şayan.
- Otto (episodi 1-9), interpretato da Giovanni Arvaneh.
- Gözcü (episodi 5-13), interpretato da Sefa Zengin.
- Emine Keskin (episodi 1-13), interpretata da Bedia Ener.
- Yıldız Keskin (episodi 1-13), interpretata da İlayda Çevik.
- Birsen (episodi 1-13), interpretata da Elvan Boran.
- Yunus Ağa (episodi 1-11), interpretato da Nusret Çetinel.
- Gülperi (episodi 2-13), interpretata da Cemre Baysel.
- Biruske "Umay" (episodi 20-27), interpretata da Sude Zülal Güler.
- Yarbay İhsan Çetin (episodi 1-12), interpretato da Savaş Barutçu.
- Şirvan (episodi 1-10), interpretato da Görkem Türkeş.
- Ministro (episodi 17-27), interpretato da Volkan Ünal.
- Erdal (episodi 1-13), interpretato da Fatih Altun.

## Produzione
La serie è diretta da Osman Kaya, Emre Konuk e Volkan Kocatürk, scritta da Mustafa Burak Doğu, Serkan Birlik, Ayça Mutlugil, Hale Çalap e İki Kelime Yazı Grubu e prodotta da ES Film e Barakuda Film.

### Riprese
Sebbene la serie fosse originariamente destinata ad essere girata nella regione dell'Anatolia sud-orientale, a causa di operazioni terroristiche, le riprese della prima stagione della serie sono state effettuate nel distretto di Bigadiç di Balıkesir, in quanto adatto alle condizioni della regione dell'Anatolia sud-orientale. Le riprese della seconda stagione sono state effettuate a Istanbul.

## Distribuzione
In Turchia la serie è andata in onda su Kanal D dal 27 marzo al 16 dicembre 2017: la prima stagione è stata trasmessa dal 27 marzo al 19 giugno 2017, mentre la seconda stagione è stata trasmessa dall'11 settembre al 16 dicembre 2017.

## Promozione
L'esordio della serie, previsto per il 27 marzo 2017, è stato annunciato il 17 marzo dalle società di produzione ES Film e Barakuda Film. I primi promo della serie sono stati rilasciati dalla metà di gennaio 2017.